# Alain Roux (historien)
Pour les articles homonymes, voir Roux, Roux (patronyme) et Alain Roux.
Alain Roux (Nom chinois: 鲁林/魯林 Lǔ Lín) est un historien français, sinologue, professeur des universités émérite à l’Institut national des langues et civilisations orientales (Inalco).
Ses sujets d'études concernent la Chine et en particulier les ouvriers chinois au XXe siècle, les élites politiques chinoises dans la Chine républicaine.

## Biographie
Alain Roux a obtenu l'agrégation d’histoire en 1960, il est professeur émérite depuis 2002. Il a enseigné notamment à l’université Paris-VIII et à l’Inalco. 
Ses recherches ont porté sur le mouvement ouvrier chinois à Shanghai avant l'arrivée du Parti communiste au pouvoir en 1949, sur la société shanghaienne à l’époque du Guomindang et sur l'intellectuel Qu Qiubai.

## Accueil critique
Concernant l'ouvrage Le Singe et le Tigre : Mao, un destin chinois paru en 2009, le sinologue Lucien Bianco indique que cette monumentale biographie de Mao Zedong « n’est pas seulement très détaillée, elle est fiable, généralement exacte et toujours impartiale ».
L'historien Xavier Paulès considère que l'évocation par Alain Roux des destins de Mao Zedong et de Jiang Jieshi les place au centre des évolutions politiques chinoises.
Gilbert Padoul note que l'ouvrage Le Casse-tête chinois. Trente ans de Chine socialiste vus par un communiste français est écrit par un humaniste qui souhaite réconcilier son parti avec l'opinion.

## Publications

### Ouvrages
- Le Singe et le Tigre : Mao, un destin chinois, Éditions Larousse, 2009. 1126 p[7]  (ISBN 978-2-03-584581-8)
- La Chine au XXe siècle. 4e éd., revue et complétée, Armand Colin, 2005. 248 p[8]  (ISBN 978-2-200-26579-3).
- Le Casse-tête chinois. Trente ans de Chine socialiste vus par un communiste français, Éditions sociales, 1980  (ISBN 978-220-905365-0)
- Chiang Kaï-Shek. Le grand rival de Mao, Payet, 2016, 646 pages.
- avec Xiaohong Xiao-Planes, Histoire de la République populaire de Chine, de Mao Zedong à Xi Jinping, Armand Colin, 2018, 352 p.

### Articles
- Les guerres de l’opium revisitées publié dans Le Monde diplomatique en octobre 2004.
- Mao, objet historique publié dans Vingtième Siècle : Revue d'histoire,  2009/1 (n° 101).